# Elliott Nugent
Elliott Nugent (Dover, 20 settembre 1896 – New York, 9 agosto 1980) è stato un regista, attore e sceneggiatore statunitense.

## Biografia
Figlio dello sceneggiatore, produttore ed attore J.C. Nugent, Elliott Nugent lavorò sin da piccolo nel vaudeville, apparendo in numerosi spettacoli insieme ai genitori e alla sorella Ruth. Iscritto all'Ohio University, diventò grande amico di James Thurber, con il quale avrebbe poi collaborato nella stesura di testi teatrali. 
Esordì a Broadway nel 1921 nella commedia Dulcy di George S. Kaufman e Marc Connelly. La sua interpretazione di Tom Sterrett riscosse un ottimo successo, tanto che egli fu riconfermato nel ruolo quando la commedia fu adattata per il cinema nel 1930 con il titolo Gabbia di matti, film diretto da King Vidor.
Negli anni venti, Nugent si sposò con l'attrice Norma Lee. In quel periodo, la sua attività si divideva tra la recitazione, la scrittura e le regie teatrali insieme al padre. Al cinema, lavorò saltuariamente come attore: nel 1929 fu il protagonista, insieme a Robert Montgomery, di Fatemi la corte, dove venne diretto da Sam Wood. Esordì nella regia cinematografica nel 1932, con The Mouthpiece, un film della Warner Bros. interpretato da Warren William, dove affiancò alla direzione  James Flood. Il primo film che Nugent diresse autonomamente, senza dividere nei titoli la firma di regista, fu If I Were Free (1933), che girò alla RKO Radio Pictures. Continuò anche la sua attività di attore, spesso in piccoli ruoli e senza venir accreditato nei titoli.
Insieme all'amico James Thurber scrisse per il teatro The Male Animal, che debuttò al Cort Theatre di Broadway il 9 gennaio 1940. La commedia vide tra gli interpreti Gene Tierney e ottenne un grande successo: fu replicato per 243 volte, venendo poi ripreso nel 1952 in due diverse produzioni. Nella rappresentazione al Music Box Theatre che ebbe 317 repliche, Nugent tenne per sé il ruolo principale; accanto, aveva come comprimari Robert Preston e Martha Scott. Nugent portò sullo schermo il lavoro teatrale che, in Italia, venne distribuito nel 1948 con il titolo L'uomo questo dominatore: alla sua uscita negli Stati Uniti, nel 1942, il film venne giudicato come un'opera in odor di comunismo, tanto che nel periodo maccartista, gli sceneggiatori Julius J. Epstein e Philip G. Epstein furono accusati di essere comunisti.
Negli anni quaranta, sul grande schermo Nugent si dedicò per lo più alla commedia: lavorò con Bob Hope, che diresse ne Il fantasma di mezzanotte (1939) e con Danny Kaye in Così vinsi la guerra (1944). L'ultima sua regia è del 1952, quando uscì Il sogno dei miei vent'anni, film della Paramount dove diresse Bing Crosby, Jane Wyman, Ethel Barrymore e Natalie Wood.
Si ritirò dalle scene nel 1957. Nel 1965, uscì la sua autobiografia dal titolo Events Leading Up to the Comedy.

## Filmografia

### Regista
- The Mouthpiece co-regia James Flood (1932)
- L'angelo della vita (Life Begins) co-regia James Flood (1932)
- Whistling in the Dark co-regia Charles Reisner (non accreditato) (1933)
- If I Were Free (1933)
- Two Alone (1934)
- Strictly Dynamite (1934)
- She Loves Me Not (1934)
- Vissi d'arte (Enter Madame) (1935)
- Love in Bloom (1935)
- College Scandal (1935)
- Splendore (Splendor) (1935)
- Una donna qualunque (And So They Were Married) (1936)
- Wives Never Know (1936)
- Baciami così (It's All Yours) (1937)
- Il prode faraone (Professor Beware) (1938)
- Give Me a Sailor (1938)
- Tira a campare! (Never Say Die) (1939)
- Il fantasma di mezzanotte (The Cat and the Canary) (1939)
- Nothing but the Truth (1941)
- L'uomo questo dominatore (The Male Animall) (1942)
- Domani sarò tua (The Crystal Ball) (1943)
- Così vinsi la guerra (Up in Arms) (1943)
- La mia brunetta preferita (My Favorite Brunette) (1947)
- Benvenuto straniero! (Welcome Stranger) (1947)
- My Girl Tisa (1948)
- Il sig. Belvedere va in collegio (Mr. Belvedere Goes to College) (1949)
- Il grande Gatsby (The Great Gatsby) (1949)
- The Skipper Surprised His Wife (1950)
- El Tigre (My Outlaw Brother) (1951)
- Il sogno dei miei vent'anni (Just for You) (1952)

### Attore (cinema)
- Headlines, regia di Edward H. Griffith (1925)
- The Single Standard, regia di John S. Robertson (1929)
- Wise Girls, regia di E. Mason Hopper (1929)
- Fatemi la corte (So This Is College), regia di Sam Wood (1929)
- Gabbia di matti (Not So Dumb), regia di King Vidor (1930)
- Ombre e luci (The Sins of the Children), regia di (non accreditato) Sam Wood  (1930)
- The Unholy Three, regia di Jack Conway (1930)
- Romanzo (Romance), regia di (non accreditato) Clarence Brown (1930)
- For the Love o' Lil, regia di James Tinling (1930)
- The Virtuous Husband, regia di Vin Moore  (1931)
- The Last Flight, regia di William Dieterle (1931)
- Three-Cornered Moon, regia di Elliott Nugent (1933)
- Strictly Dynamite, regia di Elliott Nugent (1934)
- Trappola d'oro (Thunder in the City), regia di Marion Gering (1937)
- La taverna delle stelle (Stage Door Canteen), regia di Frank Borzage (1943)
- Benvenuto straniero! (Welcome Stranger), regia di Elliott Nugent (1947)
- My Girl Tisa, regia di Elliott Nugent (1948)
- El Tigre (My Outlaw Brother), regia di Elliott Nugent  (1951)

### Attore (TV) (parziale)
- The Motorola Television Hour - serie TV, episodio 1x12 (1954)

### Sceneggiatore (parziale)
- The Poor Nut di Richard Wallace - dal suo romanzo (1927)